# I Just Had Sex
«I Just Had Sex» es una canción cómica del grupo de hip hop llamado The Lonely Island con el cantante de R&B llamado Akon y producida por DJ Frank E. Fue el primer sencillo del segundo álbum de Lonely Island, Turtleneck & Chain, que se publicó en mayo de 2011. La canción se ha prohibido en algunos países por su contenido sexual.[cita requerida]

## Antecedentes
«I just had sex» fue escrita por The Lonely Island en invierno de 2010. El grupo alquiló un local en Los Ángeles y creó un estudio donde grabó las canciones del álbum en el que se encuentra esta.
El videoclip de "I Just Had Sex" muestra a Akon, Andy Samberg y Jorma Taccone cantando acerca de su júbilo por haber tenido sexo con mujeres (aparentemente ajenos al hecho de no haberlas satisfecho), que están representadas por Blake Lively y Jessica Alba. El videoclip está rodado en Nueva York, en lo alto de MetLife Building con el Empire State Building de fondo. También hay otras escenas en Central Park, dentro de una casa, en una panadería, desde un baño, un museo, un pub y un cambiador de mujeres. El director del videoclip Akiva Schaffer, aparece varias veces. Al final, los tres cantantes despiden fuegos artificiales de su entrepierna, parodiando el videoclip de la canción de Katy Perry titulada "Firework".
La canción se publicó el 19 de diciembre de 2010 y vendió más de 250.000 copias digitales en EE. UU. durante las 2 primeras semanas.[cita requerida] El videoclip se publicó en YouTube por The Lonely Island ese mismo día y tiene más de 330 millones de visitas.